# Abigail (siostra Dawida)
Abigail (hebr. Abigail lub Abigal) – postać biblijna ze Starego Testamentu, siostra Serui i Dawida, matka Amasy.
Pierwsza Księga Kronik (2,16) podaje, że Abigail była siostrą Dawida, króla Izraela. Z Jeterem Izmaelitą miała syna Amasę.
W Drugiej Księdze Samuela (17,25) jest informacja, że Abigail była córką Nachasza – jednak część badaczy przyjmuje, że doszło tutaj do pomyłki i że ojcem Abigail był Jesse (ojciec Dawida); inni stoją na stanowisku, że ojcem Abigail był Nachasz i była ona przyrodnią, a nie rodzoną siostrą Dawida.